# Polyglycerinester von Speisefettsäuren
Polyglycerinester von Speisefettsäuren sind Lebensmittelzusatzstoffe, die in der Europäischen Union zugelassen sind, um die Bildung von Emulsionen zu fördern und Schäume zu stabilisieren. Sie tragen die Kennzeichnung E 475.

## Herstellung
Bei diesen Speisefettsäuren handelt es sich um künstlich synthetisierte Ester, die in einem mehrstufigen Prozess aus Fettsäuren und Glycerin synthetisiert werden können. Die verwendeten Fettsäuren können pflanzlichen oder tierischen Ursprungs sein. Da auch Sojaöl verwendet wird, kann nicht ausgeschlossen werden, dass auch gentechnisch veränderte Sojabohnen verwendet werden.

## Eigenschaften
Dieser Lebensmittelzusatzstoff ist gut für Wasser-in-Öl und Öl-in-Wasser-Emulsionen geeignet. Zudem besitzt er eine gute thermische Stabilität. Der Zusatz von Polyglycerinestern führt bei Speisefetten dazu, dass sie beim Erhitzen nicht spritzen.

## Verwendung

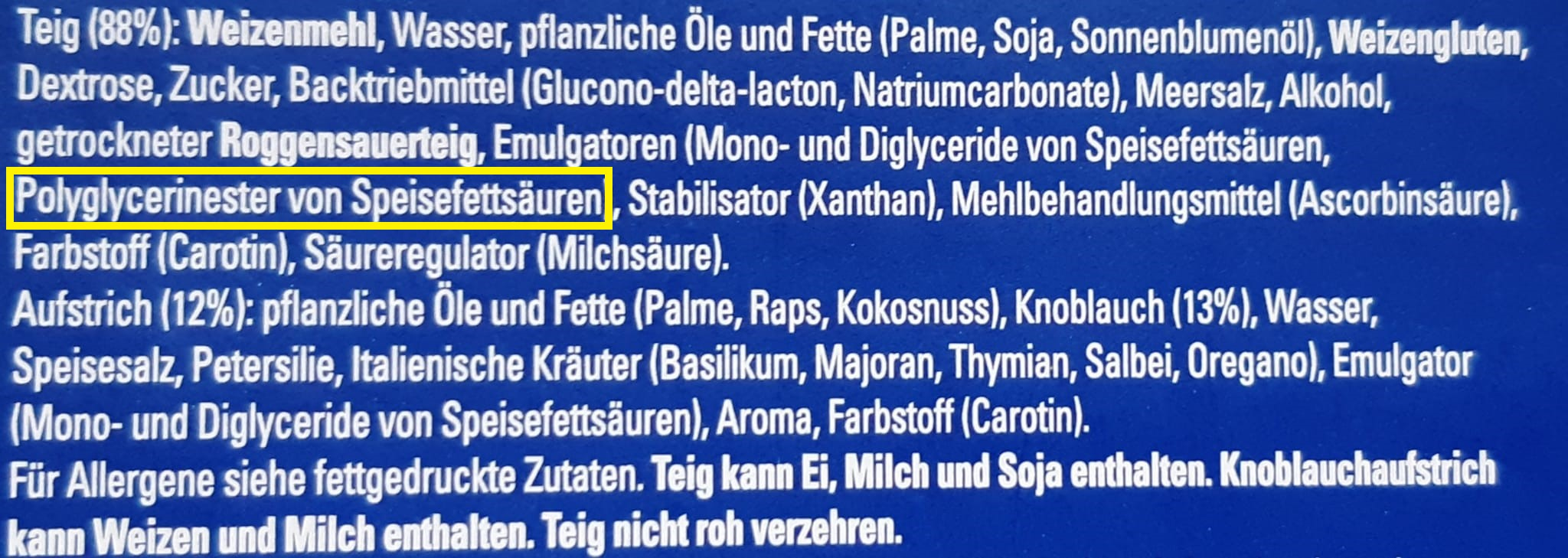
Zutatenliste: Inhaltsstoffangabe von Polyglycerinester von Speisefettsäuren ohne Angabe der E-Nummer

Die Polyglycerinester dienen sowohl als Emulgator als auch als Schaummittel. Sie werden eingesetzt um Emulsionen aus Wasser und Öl herzustellen und Schäume zu stabilisieren. Zum Einsatz kommen sie bei der Herstellung von Kaffeeweißer, feinen Backwaren wie Blätterteiggebäck, Keksen und Kuchen, aber auch bei Desserts sowie Zucker- und Süßwaren.
Sie werden auch außerhalb der Lebensmittelindustrie bei der Produktion von Kosmetikartikeln verwendet.

## Rechtliche Situation
In der Europäischen Union sind die Lebensmittelzusatzstoffe gemäß dem Anhang II der Verordnung (EG) Nr. 1333/2008 (Stand August 2021) sowie in der Schweiz, gemäß der Zusatzstoffverordnung (ZuV) (Stand: Juli 2020) aufgelistet. Die Verwendung von Polyglycerinestern ist nur für bestimmte Lebensmittel zugelassen. Es gibt eine Höchstmengenbeschränkung, die individuell für jedes Lebensmittel festgelegt ist. So besteht beispielsweise bei Zucker- und Süßwaren eine Höchstmengenbeschränkung von 5 Gramm pro Kilogramm Lebensmittel, bei Backwaren liegt sie bei bis zu 10 Gramm pro Kilogramm.

## Gesundheitliche Risiken
Grundsätzlich gelten Polyglycerinester von Speisefettsäuren als gesundheitlich unbedenklich. Es wurde ein Wert für die erlaubte Tagesdosis von 25 Milligramm pro Kilogramm Körpergewicht festgelegt.